# Liste islamistischer Anschläge in Frankreich
In der Liste islamistischer Anschläge in Frankreich sind die bekanntesten Ereignisse des Islamistischen Terrorismus in Frankreich aufgeführt, die unter den seit 1984 andauernden terroristischen Attacken in Frankreich verstanden werden und die seit dem Anschlag auf Charlie Hebdo am 7. Januar 2015 neu entfacht sind. Infolge dieser Attacken wurde in Frankreich der Ausnahmezustand insgesamt sechsmal verlängert und dann gesetzlich fixiert.

## Chronik

### 1980er Jahre
- Am 8. Februar 1984 tötete ein Attentäter der Hisbollah-Miliz den iranischen General Gholam Ali Oveissi und seinen Bruder im Zentrum von Paris, zudem wurde ihr Fahrer verwundet. Es war der erste islamistisch motivierte Anschlag in Frankreich.[2]

### 1990er Jahre
- Am 24. Dezember 1994 entführte die Groupe Islamique Armé den Air-France Flug 8969. Vier Entführer und drei Zivilisten starben, außerdem wurden 25 Menschen verletzt, darunter neun Gendarmen der Spezialeinheit GIGN. Ziel der Entführer war es, das Flugzeug über Paris abstürzen zu lassen.
- Am 25. Juli 1995 explodierte ein mit Nägeln gefüllter Sprengsatz am Bahnhof Saint-Michel – Notre-Dame, der acht Menschen tötete und mehr als weitere 100 verletzte.[3] Es war Teil einer Anschlagsserie, zu der sich die GIA bekannte.
- Am 3. Dezember 1996 explodierte ein mit Nägeln gefüllter Gaskanister in einem Zug in Paris. Dabei starben 3 Menschen und 85 weitere wurden verletzt. Es wird vermutet, dass das Attentat ebenfalls von der GIA durchgeführt wurde, die bereits im Jahr zuvor mehrere Anschläge in Paris verübte.[4]

### 2010er Jahre

#### 2012
- Zwischen dem 11. und dem 19. März 2012 erschoss der Attentäter Mohamed Merah[5] in Toulouse und Montauban sieben Menschen und verletzte fünf weitere. Der erste Anschlag richtete sich gegen Soldaten und hatte drei Todesopfer zur Folge, durch den zweiten Anschlag auf eine jüdische Schule starben vier Menschen, darunter drei Kinder.[6]

#### 2014
- Am 20. Dezember 2014 stürmte ein mit einem Messer bewaffneter Angreifer eine Polizeistation in Joue-les-Tours und verletzte 3 Polizisten.[7]

#### 2015
- Am 7. Januar 2015 stürmten zwei Männer das Gebäude der Zeitschrift Charlie Hebdo und töteten zwölf Menschen; die Attentäter bekannten sich zu Al-Qaida im Jemen. Bei den Tätern Saïd Kouachi und Chérif Kouachi handelte es sich um zwei Brüder algerischer Abstammung im Alter von 32 bzw. 34 Jahren. Sie waren in Paris geboren und französische Staatsbürger. Saïd und Chérif Kouachi wurden zwei Tage später bei der Erstürmung einer Druckerei in Dammartin-en-Goële, in der sie sich auf der Flucht verschanzt hatten, von der Polizei erschossen.
- Am Morgen des 8. Januar 2015 erschoss der 32-jährige Franzose malischer Herkunft Amedy Coulibaly in Montrouge bei Paris die 26-jährige Stadtpolizistin Clarissa Jean-Philippe und verletzte einen Stadtangestellten schwer. Bereits am Abend des Vortags hatte Coulibaly in Fontenay-aux-Roses einen Jogger niedergeschossen. Er wurde nach diesen beiden Taten nicht sofort identifiziert.
- Einen Tag später, am 9. Januar 2015, verschanzte sich Coulibaly im koscheren Supermarkt Hyper Cacher im Pariser Osten, tötete vier Menschen und nahm weitere als Geiseln. Coulibaly, der angab, für die Organisation Islamischer Staat zu handeln und sich mit den Kouachi-Brüdern abgesprochen zu haben, wurde bei der Erstürmung des Supermarktes getötet.[8]
- Am 3. Februar 2015 griff in Nizza ein Mann mit einem Messer Soldaten vor einer jüdischen Einrichtung an. Bei dem Angriff wurden drei Soldaten verletzt. Der Attentäter Moussa C., ein Anhänger der Organisation Islamischer Staat, war 35 Jahre alt, stammte aus Mantes-la-Jolie im Großraum Paris und war wenige Tage vor der Tat aus der Türkei ausgewiesen worden. Gegenüber Ermittlern erklärte er, Juden sowie französische Soldaten und Polizisten und generell Frankreich zu hassen. Im Dezember 2019 wurde C. zu einer 30-jährigen Haftstrafe mit einer Mindestverbüßungsdauer von 20 Jahren festgesetzt; während der Verhandlung hatte er keine Reue gezeigt.[9]
- Am 19. April 2015 scheiterte ein Attentat in Villejuif, bei dem ein Algerier mehrere Kirchen angreifen wollte. Eine Frau starb dabei, als er ihr Auto entwenden wollte.[10]
- Am 26. Juni 2015 griff der Islamist Yassin Salhi die Produktionsanlagen in Saint-Quentin-Fallavier von Air Products & Chemicals an. Bei dem Anschlag starb eine Person und zwei weitere wurden verletzt.[11]
- Am 21. August 2015 stürmte der Attentäter Ayoub El Khazzani mit einer Kalaschnikow und mehreren Stichwaffen bewaffnet einen Thalys-Zug. Er wurde aber von Passagieren überwältigt.[12]
- Am 13. November 2015 kam es zu einer Anschlagsserie in Paris, bei der 130 Menschen getötet und weitere 352 verletzt wurden. Es war der bisher verheerendste Anschlag in Frankreich. Unmittelbar nach den Anschlägen startete die französische Luftwaffe zum ersten Mal Angriffe in Syrien. Zudem verlegte die französische Regierung den Flugzeugträger Charles de Gaulle an die syrische Küste.[13][14]

#### 2016
- Am 1. Januar 2016 rammte ein Franzose tunesischer Abstammung in Valence mit seinem Wagen einen Zivilisten und einen Wachmann, beide wurden verletzt. Der Attentäter wurde anschließend von Soldaten erschossen, als er auf sie zukam.[15]
- Am 7. Januar 2016 attackierte ein Angreifer in einer Polizeistation in Paris Polizisten mit einer Machete. Ein Polizist wurde verletzt und der Angreifer erschossen.[16]
- Am 11. Januar 2016 versuchte ein 15-jähriger türkischer Junge in Marseille einen jüdischen Lehrer zu enthaupten.[17]
- Am 27. Mai 2016 wurde in Saint-Julien-du-Puy ein Soldat durch Messerstiche und Faustschläge lebensgefährlich verletzt. Das französische Militär gab an, dass der Soldat durch zwei Männer angegriffen wurde, die vorher die französischen Luftschläge in Syrien kritisiert hatten.
- Während der Fußball-Europameisterschaft 2016 kam es am 13. Juni 2016 zu einem Terroranschlag in Magnanville, bei dem zwei Polizisten erstochen wurden.[18]
- Am 14. Juli 2016 fuhr der Attentäter Mohamed Lahouaiej Bouhlel mit einem Lkw in eine Menschenmenge an der Promenade des Anglais in Nizza und tötete 85 Menschen und verletzte 434 weitere.[19]
- Am 26. Juli 2016 wurde beim Anschlag in Saint-Étienne-du-Rouvray der Priester Jacques Hamel durch zwei Attentäter, die sich zum IS bekannten, während der Messe ermordet.
- Am 19. August 2016 wurde in Straßburg ein jüdischer Mann mit einem Messer verletzt. Der Angreifer soll Allahu Akbar gerufen haben.[20]
- Am 4. September 2016 verletzte Bilal Taghi zwei Wärter in einem Gefängnis in Osny.[21]

#### 2017
- Am 3. Februar 2017 griff in Paris ein mit einer Machete bewaffneter Angreifer mehrere Soldaten am Carrousel du Louvre an. Ein Soldat sowie der Angreifer wurden verletzt.[22]
- Am 18. März 2017 kam es zu einer Attacke am Flughafen Paris-Orly, bei dem ein Angreifer versuchte, das Sturmgewehr einer Soldatin zu entreißen; bei dem Versuch wurde die Soldatin verletzt und der Angreifer getötet.[23]
- Am 20. April 2017 griff ein Islamist auf den Champs-Élysées in Paris einen Polizeibus mit einer Kalaschnikow an und tötete einen Polizisten. Bei der anschließenden Schießerei mit der Polizei starb der Attentäter, außerdem wurden zwei Polizisten und eine deutsche Touristin verletzt.[24]
- Am 6. Juni 2017 attackierte und verletzte ein 40-jähriger Algerier vor der Kathedrale Notre-Dame de Paris einen Polizisten mit einem Hammer. Der Angreifer wurde von einem anderen Polizisten angeschossen und konnte dadurch gestoppt werden.[25]
- Am 9. August 2017 lenkte der algerische Staatsbürger Hamou B. in Levallois-Perret bei Paris seinen Mietwagen mit Fahrer in eine Gruppe von Soldaten der Opération Sentinelle. Sechs Militärs wurden verletzt, drei von ihnen schwer.  Am 13. Dezember 2021 wurde der Täter in erster Instanz von einem Pariser Geschworenengericht wegen versuchten terroristischen Mordes zu einer Haftstrafe von 30 Jahren mit Mindestverbüßungsdauer von 20 Jahren verurteilt. Er leugnete, vorsätzlich gehandelt zu haben, und machte geltend, es habe sich um einen Unfall gehandelt.[26]
- Am 1. Oktober 2017 tötete ein Mann zwei Zivilisten vor dem Bahnhof Marseille-Saint-Charles in Marseille, ehe er von Soldaten getötet wurde.[27]

#### 2018
- Am 23. März 2018 tötete in Carcassonne und Trèbes ein 26 Jahre alter, in Marokko geborener Franzose bei einem Attentat mit Geiselnahme vier Menschen und verletzte mindestens zwölf weitere. Einer der Getöteten war Arnaud Beltrame, ein hochrangiger Polizist, der sich gegen eine Geisel hatte austauschen lassen. Der Täter wurde von der Polizei erschossen, nachdem er auf Beltrame geschossen hatte und daraufhin der Supermarkt, in dem sich der Täter verschanzt hatte, erstürmt wurde. Während der Geiselnahme hatte der Täter sich als Angehöriger der Organisation Islamischer Staat bezeichnet, die später auch die Tat für sich in Anspruch nahm. Er war den Sicherheitsbehörden als Islamist bekannt; jedoch hatten sie keine Hinweise auf die Vorbereitung eines Anschlags.
- Am 12. Mai 2018 erstach ein Attentäter in Paris nahe der Oper eine Person und verletzte vier weitere, bevor er von Polizisten erschossen wurde. Der 21-jährige, tschetschenischstämmige Mann war als Kind mit seinen Eltern nach Frankreich gekommen und seit 2010 französischer Staatsbürger.
- Am 11. Dezember 2018 schoss ein 29 Jahre alter Mann auf dem Weihnachtsmarkt in Straßburg mit einer Kurzwaffe auf Passanten und stach mit einem Messer auf weitere ein. Bei dem Anschlag wurden fünf Personen getötet und zwölf zum Teil schwer verletzt. Nach einer zweitägigen Flucht wurde der Attentäter von Polizisten erschossen. Er war in Straßburg geboren und hatte marokkanische Wurzeln.

#### 2019
- Am 3. Oktober 2019 erstach in den Räumlichkeiten der Pariser Polizeipräfektur ein zum Islam konvertierter Mitarbeiter drei Männer und eine Frau, bevor er von einem Polizisten erschossen wurde. Der Mann ohne Migrationshintergrund hatte zuvor jahrelang als Informatiker für die Polizei gearbeitet, Kontakte zu radikalen Salafisten unterhalten und einem Kollegen gegenüber Zustimmung zu dem Mordanschlag auf die Redaktion der Zeitschrift Charlie Hebdo geäußert.[28]

### 2020er Jahre

#### 2020
- Am 3. Januar 2020 erstach in Villejuif im Großraum Paris ein 22-jähriger schizophrener Islam-Konvertit unter Allahu-Akbar-Rufen einen Passanten und verletzte zwei weitere. Er kam beim folgenden Polizeizugriff ums Leben.
- Am 4. April 2020 erstach in Romans-sur-Isère ein Sudanese zwei Personen und verletzte fünf weitere. Der zur Tatzeit 33-jährige Mann hatte 2017 in Frankreich Flüchtlingsstatus erhalten.[29] Das Ermittlungsverfahren führen die Antiterrorismusbehörden; als mögliche Motive wurden sowohl islamistische Radikalisierung als auch psychische Probleme genannt (Stand Oktober 2020).[30]
- Am 27. April 2020 fuhr im Großraum Paris ein 29-Jähriger mit einem Auto absichtlich Polizisten an, die gerade eine Straßenkontrolle durchführten. Zwei wurden schwer verletzt, einer leicht. Der Täter wurde festgenommen. Er führte ein Messer mit sich und ein Schreiben, in dem er sich zum Islamischen Staat bekannte und äußerte, er wolle sich in den Kampf stürzen, um die Scharia weltweit durchzusetzen.
- Am 25. September 2020 wurden in Paris beim Messerangriff in Paris 2020 in unmittelbarer Nähe der ehemaligen Redaktionsräume der Satirezeitschrift Charlie Hebdo zwei Angehörige einer Medienproduktionsfirma mit einem Hackmesser verletzt. Der Täter war ein 25-jähriger Pakistaner. Er lebte seit 2018 unter falscher Identität in Frankreich, wo er sich als Minderjähriger ausgegeben hatte. Den Sicherheitsbehörden war er unbekannt. Nach eigenen Angaben glaubte er, die Redaktion von Charlie Hebdo befinde sich immer noch an demselben Ort wie zum Zeitpunkt des Anschlags auf die Redaktion 2015, und hatte die Opfer für Redaktionsangehörige gehalten. Als Auslöser für seine Tat gab er die erneute Veröffentlichung der Mohammed-Karikaturen durch die Satirezeitschrift zum Beginn des Prozessbeginns gegen mutmaßliche Komplizen der Attentäter vom 7. Januar 2015 an, bezüglich der er Videos aus Pakistan gesehen hatte.[31][32]
- Bei einem Anschlag am 16. Oktober 2020 wurde der Lehrer Samuel Paty in dem Pariser Vorort Conflans-Sainte-Honorine auf offener Straße enthauptet, weil er anlässlich des Unterrichtsthemas Meinungsfreiheit Mohammed-Karikaturen gezeigt hatte. Der Täter, ein 18-jähriger Tschetschene, der seit seiner Kindheit in Frankreich lebte, wurde von Polizisten erschossen. Er war den Behörden nicht als Gefährder bekannt.
- Bei einem Anschlag in Nizza am 29. Oktober 2020 wurden zwischen 8:30 und 9 Uhr morgens drei Kirchgänger in der Kathedrale der Stadt von einem 21-jährigen Tunesier mit einem Messer ermordet. Der Täter war unmittelbar vor der Tat über Italien illegal nach Frankreich eingereist.

#### 2021
- Ein Messerangreifer tötete am 23. April eine 48-jährige Verwaltungsbeamtin in einem Polizeirevier in der Kleinstadt Rambouillet. Der Täter, ein 36-jähriger, seit 2009 in Frankreich lebender Tunesier, rief bei dem Angriff nach Zeugenaussagen „Allahu Akbar“.[33] Er war nicht polizeibekannt, aber nach Aussagen von Bekannten und Verwandten psychisch labil und neigte zur Gewalttätigkeit. Die Ermittler gingen davon aus, dass es sich um einen Einzeltäter handelte, der sich im Internet radikalisiert habe.[34][35]
- Am 28. Mai griff ein 39-jähriger, als islamistischer Gefährder registrierter, psychisch kranker, vorbestrafter Täter und ehemaliger Gefängnisinsasse auf der Polizeiwache von La Chapelle-sur-Erdre bei Nantes eine Polizistin an, entwendete der schwerverletzten Frau ihre Dienstwaffe und nahm auf der Flucht eine 19-Jährige als Geisel. Beim anschließenden Schusswechsel mit der Polizei wurden zwei Polizisten und der Täter verletzt; er erlag kurz darauf seinen Schussverletzungen.[36]

#### 2023
- Am 13. Oktober tötete ein 20-jähriger Russe inguschischer Abstammung mit einem Messer einen Lehrer an einer Schule in Arras und verletzte zwei weitere Menschen schwer. Zeugenaussagen zufolge rief er dabei Allahu akbar. Der Täter, früher dort Schüler, wurde am Tatort von der Polizei überwältigt. Er stand als polizeibekannter Islamist unter der Überwachung der DGSI und hatte einen Eintrag in der Gefährder-Datenbank. Bei einer Polizeikontrolle am Vortag des Anschlags fanden sich keine Gründe für seine Festnahme. Ein Bruder des Attentäters verbüßte zur Tatzeit eine mehrjährige Haftstrafe wegen Bildung einer terroristischen Vereinigung und Apologie des Terrorismus. Die Familie des Attentäters, die 2008 aus Russland nach Frankreich eingereist war, hätte im Februar 2014 nach Moskau abgeschoben werden sollen und befand sich schon in Abschiebungshaft. Auf Druck von Nichtregierungsorganisationen wie der Mouvement contre le racisme et pour l'amitié entre les peuples (MRAP, Bewegung gegen Rassismus und für Völkerfreundschaft), Réseau éducation sans frontières (RESF, Netzwerk Bildung ohne Grenzen) und Cimade sowie der Kommunistischen Partei Frankreichs wurde durch Innenminister Manuel Valls die Abschiebung schließlich eingestellt und die Familie wieder entlassen.[37][38][39] Eine Abschiebung war allerdings auch rechtlich gar nicht möglich, da der zur Tatzeit 20-Jährige zum Zeitpunkt der Einreise nach Frankreich unter 13 Jahre alt war.[40] Der Anschlag fand drei Tage vor dem dritten Jahrestag des Mordes an Samuel Paty statt, eines französischen Lehrers, der ebenfalls von einem aus dem Kaukasus stammenden Islamisten ermordet worden war.

- Am 2. Dezember wurden bei einem islamistischen Attentat auf der Bir-Hakeim-Brücke in Paris ein deutscher Tourist durch einen Messerangriff getötet und zwei weitere Menschen mit einem Hammer verletzt. Der Täter, ein 26-jähriger Franzose mit iranischen Eltern, bekannte sich als Unterstützer der Terrororganisation „Islamischer Staat“. Er war bereits 2016 wegen terroristischer Straftaten zu einer mehrjährigen Haftstrafe verurteilt worden und 2020 aus dem Gefängnis entlassen worden. Aufgrund psychischer Probleme war ihm eine psychiatrische Behandlung auferlegt worden, bis zu deren Ende im April 2023 er zudem vom Inlandsnachrichtendienst DGSI überwacht wurde. Ende Oktober 2023 hatte seine Mutter die Behörden benachrichtigt, um ihre Beunruhigung über die zunehmende Verschlossenheit ihres Sohnes kundzutun. Nach seiner Festnahme am 2. Dezember äußerte er zur Erklärung seiner Tat mehrfach den Vorwurf, Frankreich sei im Krieg im Gazastreifen seit Oktober 2023 Komplize Israels.[41]

#### 2025
Auf einem Marktplatz in Mulhouse (Elsass) griff am 22. Februar 2025 ein 37-jähriger Algerier, am Rande einer Solidaritäts-Demonstration für die in Kämpfe gegen Rebellen verwickelte Demokratische Republik Kongo, mit einem Messer mehrere Polizisten an und rief dabei „Allahu Akbar“. Ein den Angegriffenen zu Hilfe kommender 69-jähriger Portugiese starb an seinen dabei erlittenen Verletzungen. Auch drei Polizisten wurden verletzt, zwei davon schwer. Der zunächst geflohene Angreifer konnte kurz nach der Tat festgenommen werden. Die französische Anti-Terror-Staatsanwaltschaft Parquet national antiterroriste (PNAT) ermittelt wegen Tötung und versuchter Tötung mit Terrorbezug. Laut Staatsanwalt stand der Täter in einer Kartei der französischen Sicherheitsbehörden zur Terrorismusprävention (FSPRT). Laut Innenminister Bruno Retailleau war er wegen Terrorverherrlichung verurteilt worden und habe psychische Probleme gehabt. Er sei irregulär in Frankreich gewesen und war ausreisepflichtig, Algerien habe ihn aber nicht zurückgenommen. Frankreichs Präsident Emmanuel Macron bezeichnete den Vorfall „zweifellos“ als „Akt des islamistischen Terrorismus“.